# Vladimír Oppl

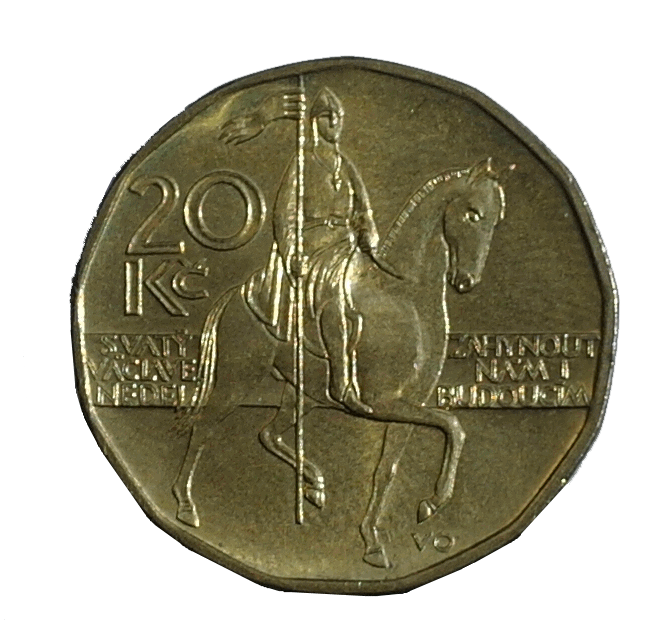
20 Kč mince z roku 2002 (rubová strana) – autor návrhu Vladimír Oppl

Vladimír Oppl (* 19. ledna 1953 Ústí nad Labem) je český akademický sochař a medailér. K jeho nejznámějším realizovaným návrhům patří Řád Tomáše Garrigua Masaryka, český oběžný padesátihaléř nebo česká oběžná dvacetikoruna. Je též autorem pamětní mince Nové Město Pražské ze sady Karel IV, která byla na přelomu tisíciletí oceněna jako Nejkrásnější zlatá mince světa.

## Život
Vladimír Oppl se narodil 19. ledna 1953 v Ústí nad Labem. Po ukončení základní školy nastoupil na Střední průmyslovou školu keramickou v Bechyni, poté absolvoval Vysokou školu umělecko-průmyslovou v Praze. Studoval u profesorů Jana Kavana a Josefa Malejovského, sám pak deset let na škole působil jako odborný asistent.

## Tvorba
Autor se pravidelně účastní soutěží na návrhy mincí a medailí vyhlašovaných Českou národní bankou, zpracovává návrhy pro Českou mincovnu a. s., Pražskou mincovnu a. s., Národní Pokladnici s.r.o. i zahraniční zadavatele.
Mezi jeho nejznámější realizované návrhy patří česká oběžná mince o nominální hodnotě 20 korun (vzor 1993), český padesátihaléř (vzor 1993), platinová medaile Chrám sv. Víta o hmotnosti půl kilogramu nebo sada zlatých a stříbrných medailí Codex gigas a zlaté mince Koruna česká o nominální hodnotě 1000, 2500 a 5000 Kč (1994).
Vladimír Oppl je autorem mince Nové Město pražské ze sady Karel IV., která byla v soutěži pořádané prestižním americkým časopisem World Coin News a vydavatelstvím Krause Publications vyhlášena za Nejkrásnější zlatou minci světa pro rok 1999.
V roce 1996 vytvořil žulového lva pod sochou Jana Žižky na Vítkově. Vladimír Oppl je také autorem Řádu Tomáše Garrigua Masaryka ve všech třídách.
Od roku 2014 také intenzivně spolupracuje s Národní Pokladnicí, distributorem pamětních mincí a medailí. Každý rok vydává několik vlastních emisí, jejichž rub i líc zdobí design vyražený podle návrhu Vladimíra Oppla. Návrhy z dílny tohoto medailéra se vyznačují jedinečným, lehce rozpoznatelným rukopisem. Pro autorova díla jsou typické jemné propracované detaily a často komplikovaná avšak dobře čitelná kompozice. Umělec je schopen prostřednictvím jediného obrazu komplexně převyprávět příběh, jež numismat prezentuje.
Jen v roce 2014 a 2015 vydala Národní Pokladnice dle návrhu Vladimíra Oppla dvě medaile, vyražené z 1 kg ryzího stříbra. První z nich byla emitována při příležitosti 670. výročí založení katedrály sv. Víta. Druhá stříbrná medaile připomínala Otce vlasti - Karla IV., od jehož císařské korunovace uběhlo v roce 2015 celých 660 let. Motivy Vladimíra Oppla ozdobily také mnoho kolekcí vydaných Národní Pokladnicí. Mezi ty sběratelsky nejoblíbenější patří například kolekce Největší osobnosti českého národa, Život Karla IV. nebo zlatá kolekce Magická Praha, která připomíná známé pražské legendy a pověsti.
V srpnu 2017 oslovila ČNB Vladimíra Oppla, který vytvořil podobu tří rubových stran jubilejních oběžných dvacetikorun s portréty tří zakladatelů československého státu Tomáše Garrigue Masaryka, Edvarda Beneše a Milana Rastislava Štefánika. (Vladimír Oppl vytvořil i podobu stávajících dvacetikorunových mincí, které jsou v oběhu od roku 1993.) Jubilejní mince ke stému výročí založení Československa v nominální hodnotě 20 Kč nechala ČNB vyrazit v počtu 3 x 200 tisíc kusů a začala je pouštět do oběhu dne 24. října 2018. Emise těchto limitovaných mimořádných tripletů mincí se setkala s velkým zájmem široké veřejnosti.

Jubilejní dvacetikoruny (revers)
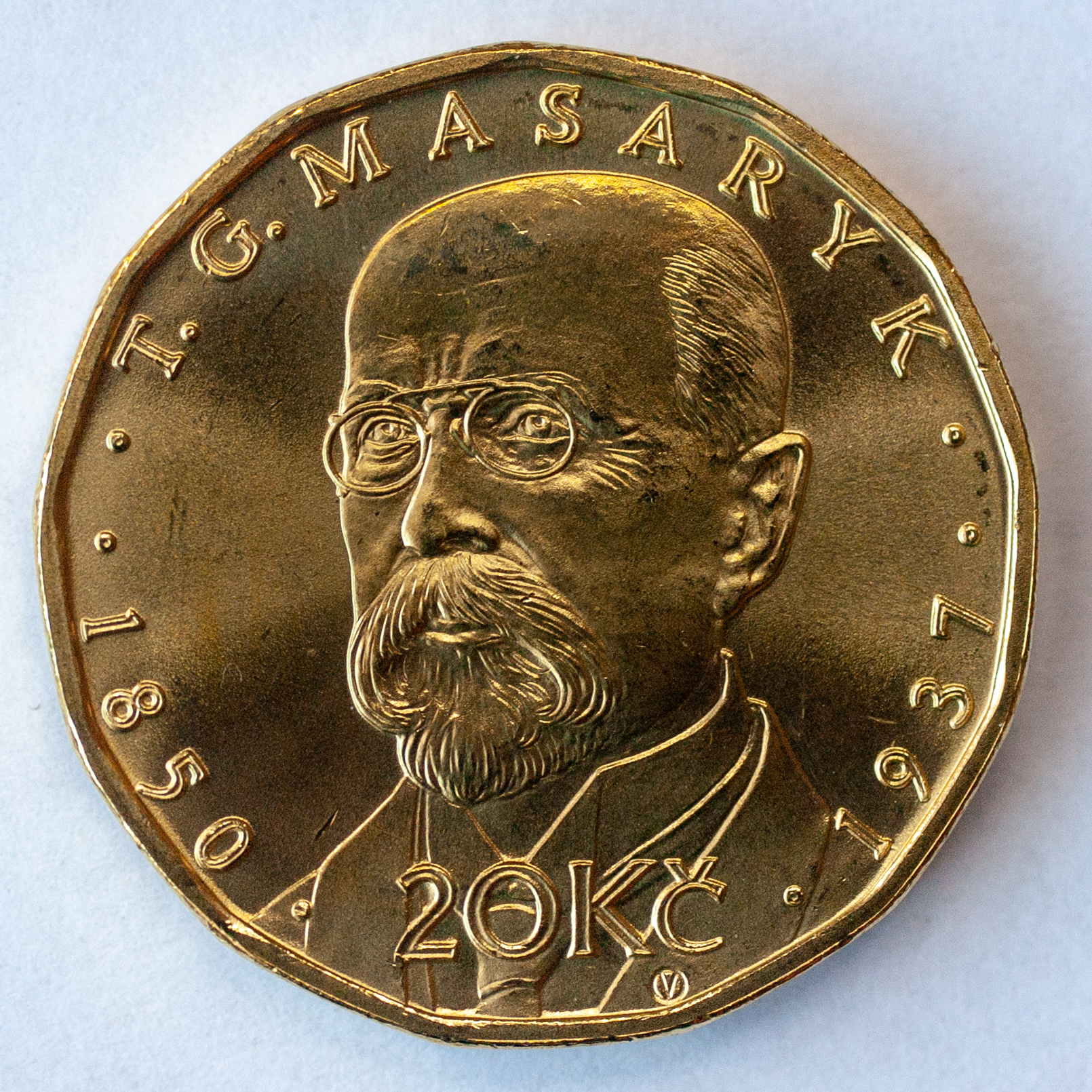
Dvacetikoruna vzor 2018 I s portrétem Tomáše Garrigua Masaryka
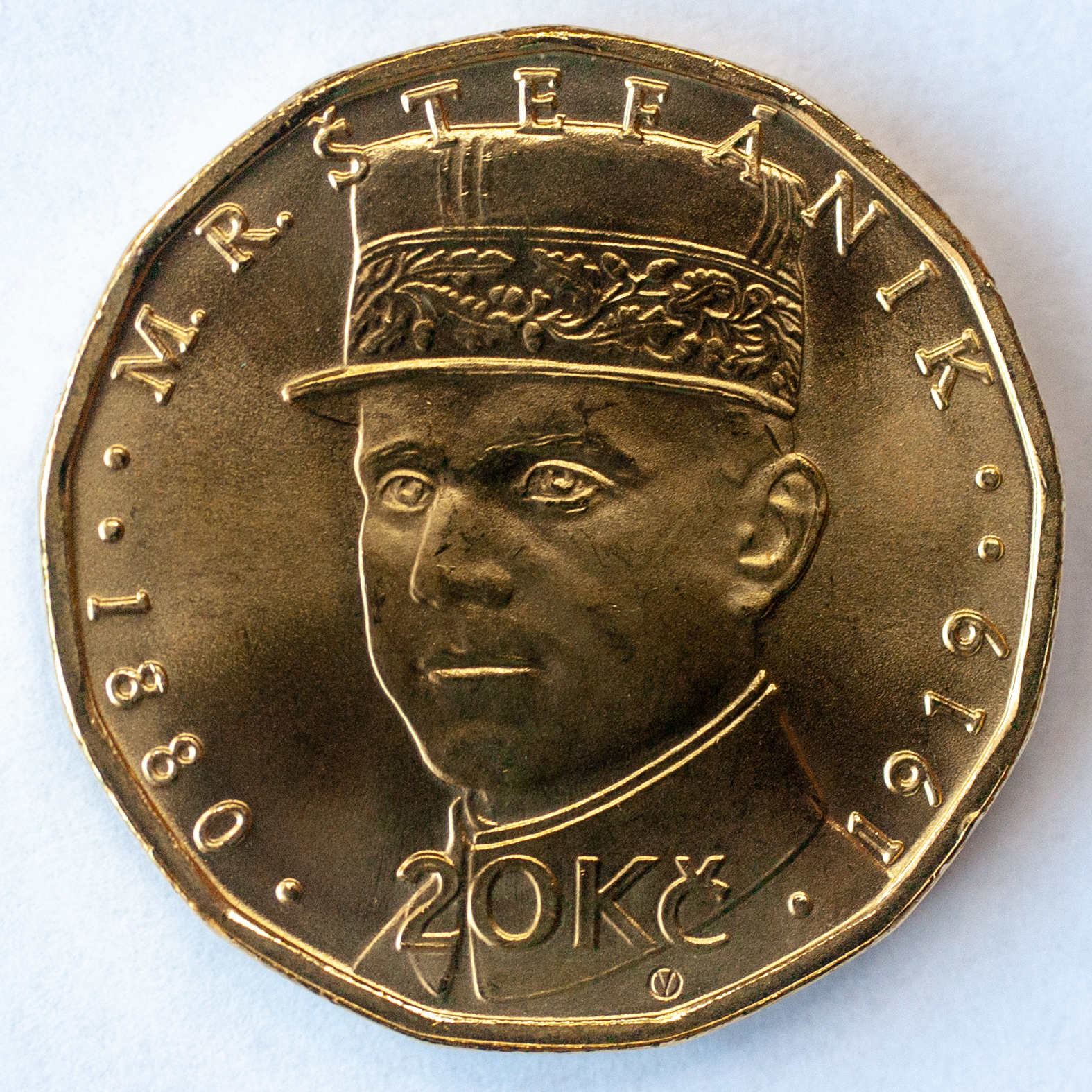
Dvacetikoruna vzor 2018 II s portrétem Milana Rastislava Štefánika
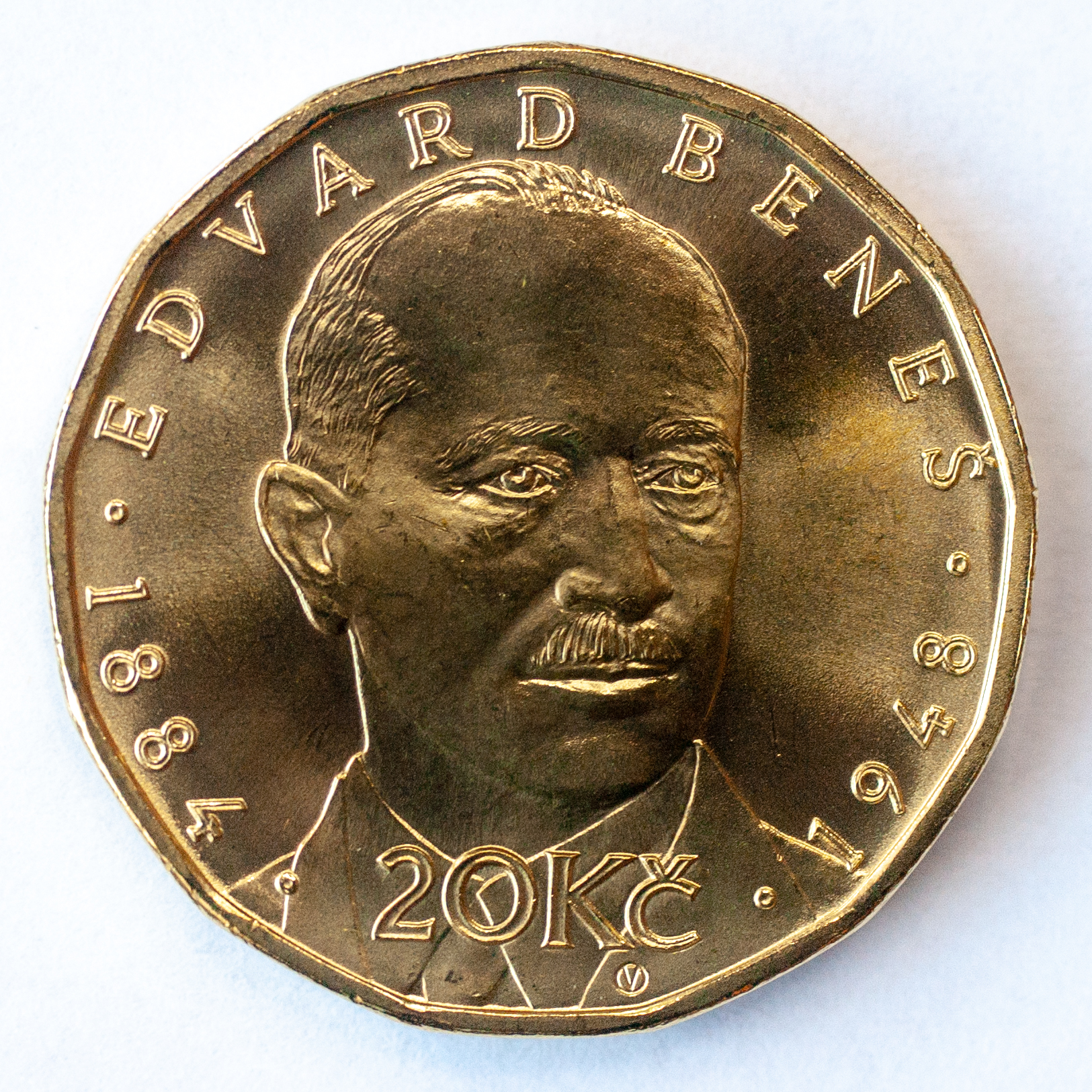
Dvacetikoruna vzor 2018 III s portrétem Edvarda Beneše
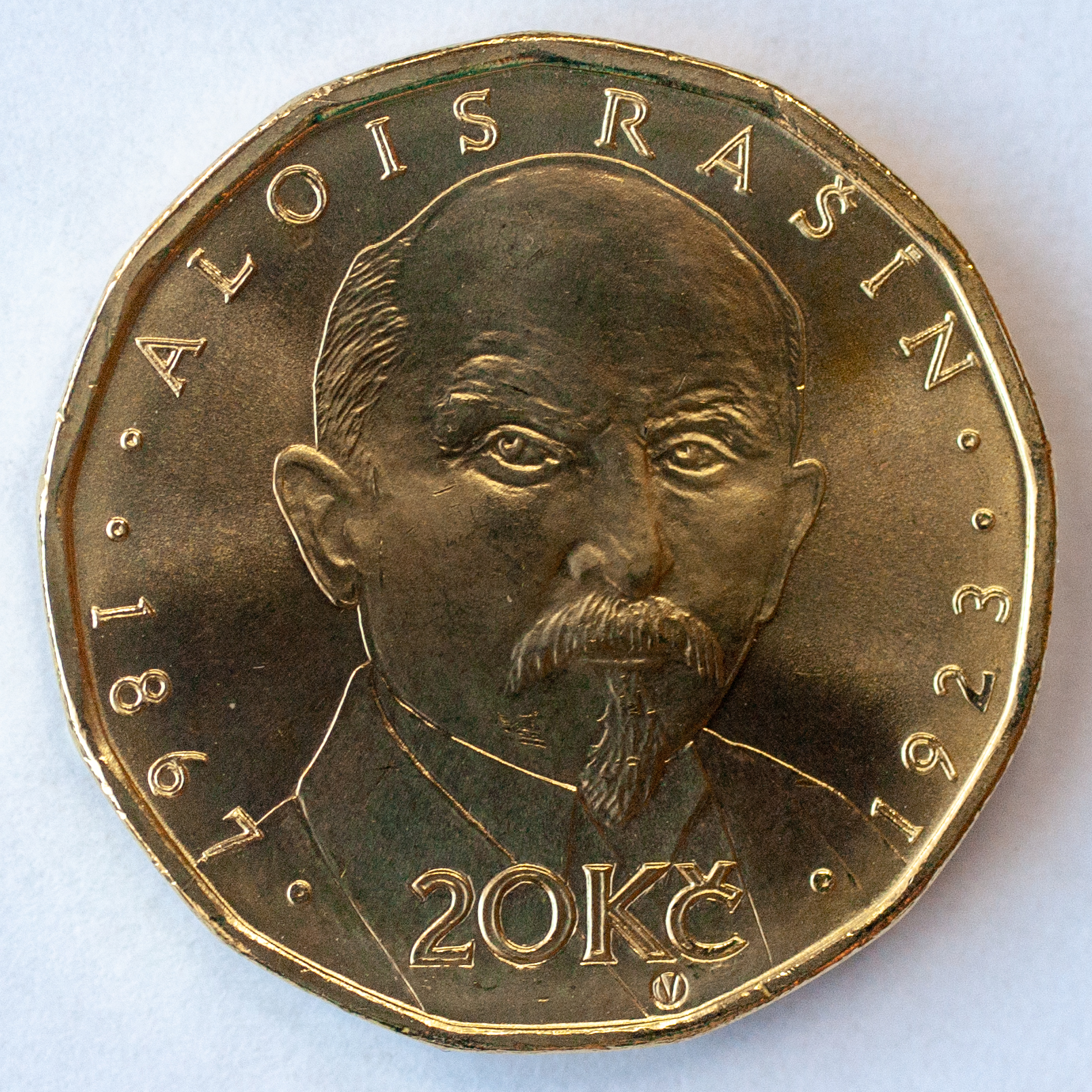
Dvacetikoruna vzor 2019 I s portrétem Aloise Rašína
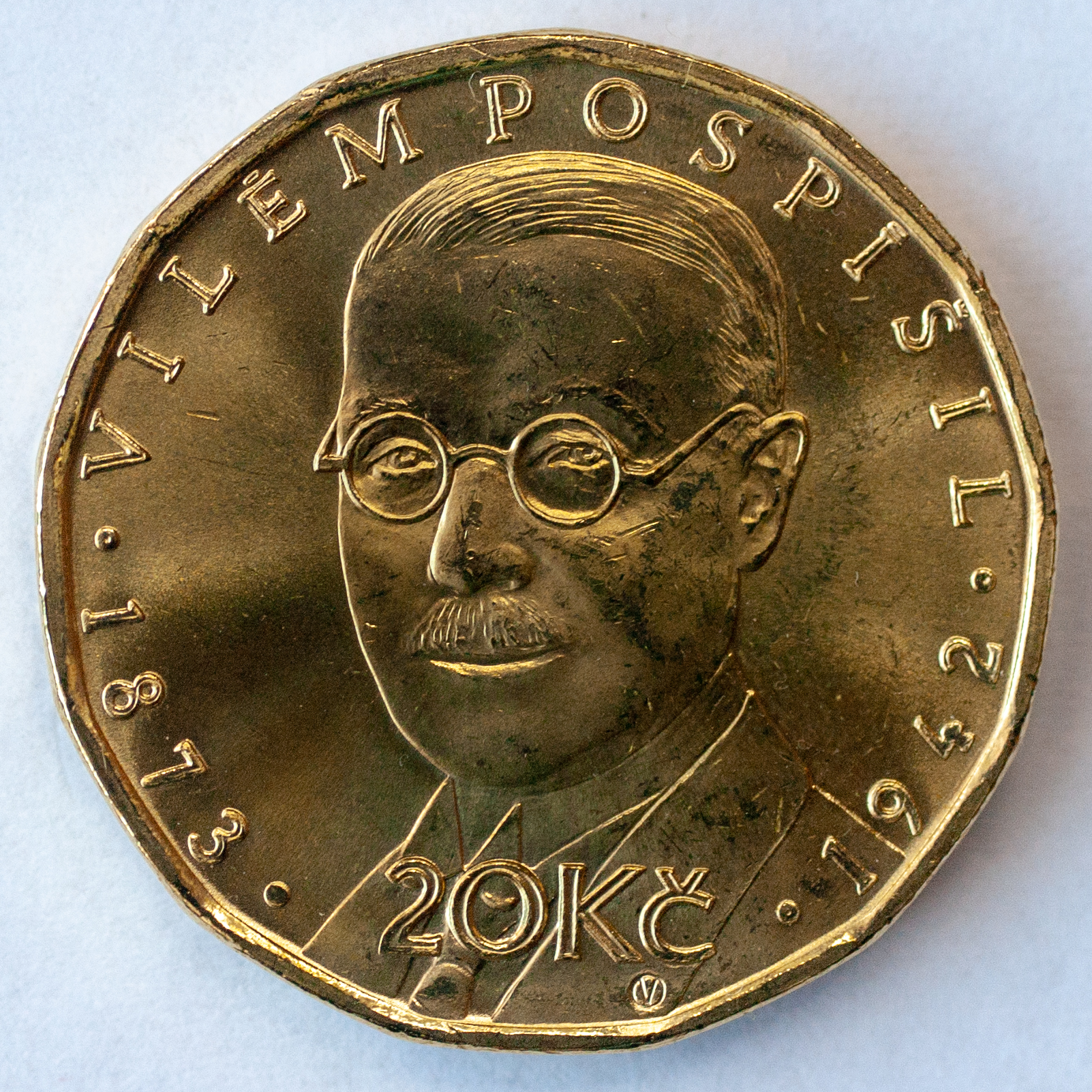
Dvacetikoruna vzor 2019 II s portrétem Viléma Pospíšila
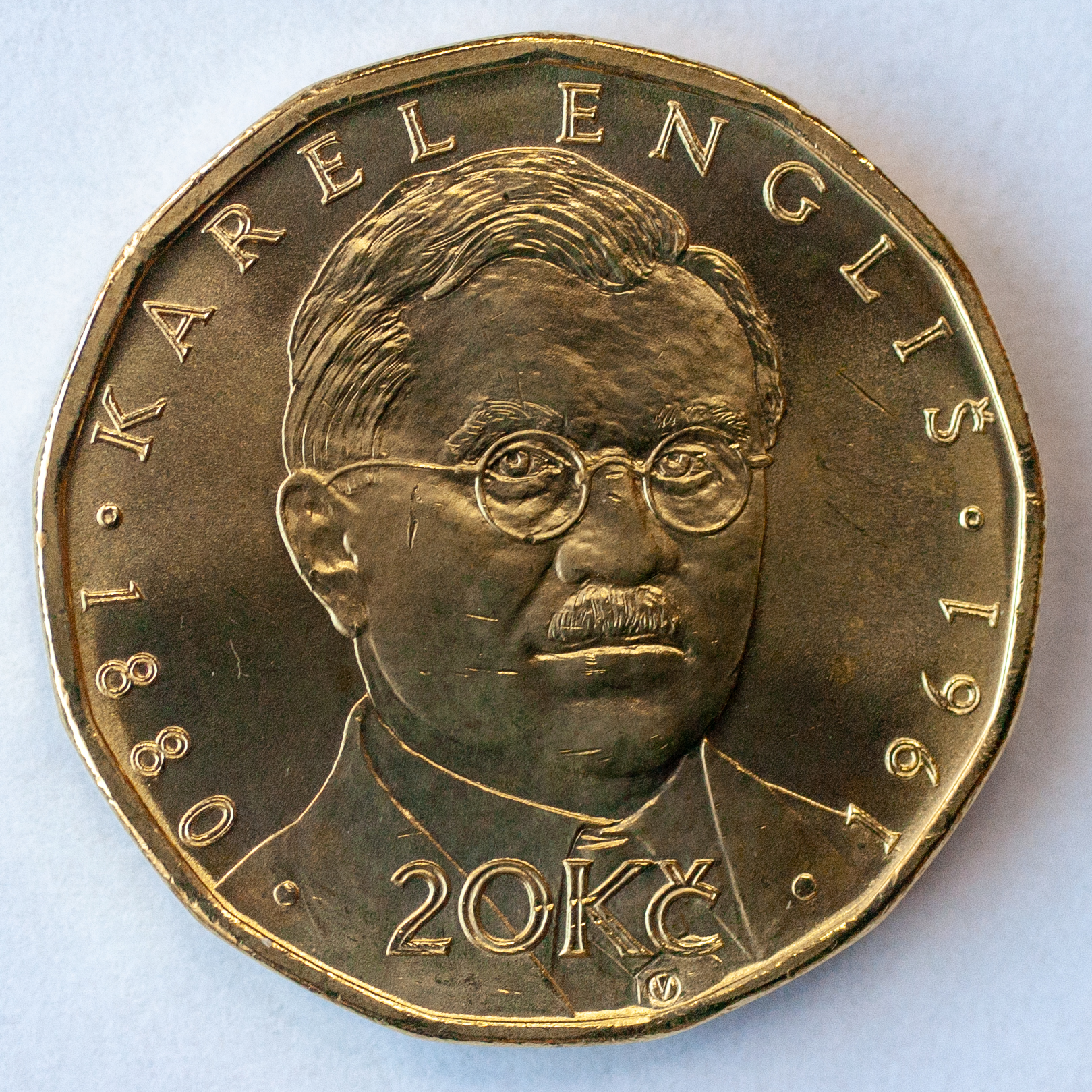
Dvacetikoruna vzor 2019 s III portrétem Karla Engliše

V září 2017 oslovila ČNB Vladimíra Oppla, aby vytvořil návrh rubových stran nových jubilejních oběžných mincí vzor 2019 s nominální hodnotou 20,-Kč a s portréty tří nejvýznamnějších meziválečných finančníků – Aloise Rašína, Viléma Pospíšila a Karla Engliše. Kresebné návrhy byly následně posouzeny „Komisí pro posuzování návrhů na české peníze“ dne 4. ledna 2018, jejich sádrové modely byly odsouhlaseny 9. května 2018 a doporučeny k realizaci, kterou na svém jednání dne 24. května 2018 schválila Bankovní rada ČNB. Ražba proběhla v České mincovně v Jablonci nad Nisou s emisním počtem 3 x 200 tisíc kusů. Dvacetikoruny jsou potažené dvojitou vrstvou mosazi. ČNB je plánuje pouštět do oběhu v lednu 2019.